# Piekielnica
Piekielnica, szweja, bystrzanka (Alburnoides bipunctatus) – gatunek słodkowodnej ryby z rodziny karpiowatych (Cyprinidae).

## Występowanie
Europa od Francji po Ural, Półwysep Bałkański i Azja Mniejsza. W Polsce nieliczna.
Wrażliwa na zanieczyszczenie wody. Występuje w czystych, dobrze natlenionych rzekach. Przebywa zazwyczaj w płytkich miejscach o szybkim nurcie, nad żwirowym lub piaszczystym dnie. Przebywa zazwyczaj w przypowierzchniowych warstwach wody.
Wyróżniany wcześniej podgatunek piekielnica wschodnia (Alburnoides bipunctatus rossicus) – występujący w zlewiskach Morza Czarnego, Kaspijskiego i Jeziora Aralskiego – nie jest obecnie uznawany.

## Cechy morfologiczne
Osiąga 10–15 cm długości. Ciało wydłużone, bocznie spłaszczone. Grzbiet lekko zaokrąglony. Otwór gębowy w położeniu końcowym. Dwa szeregi zębów gardłowych. Cykloidalne łuski średniej wielkości.
Grzbiet ciemnoszarozielonkawy, boki srebrzyste, brzuch biały. Linia boczna ujęta w podwójny szereg ciemnych plamek. Płetwy grzbietowa, ogonowa i piersiowe szare, natomiast płetwy brzuszne i odbytowa żółtawe z jaskrawopomarańczową nasadą.

## Odżywianie
Zjada larwy owadów wodnych, owady zbierane z powierzchni, skorupiaki oraz rośliny.

## Rozród
Trze się w V i VI na podłożu żwirowym lub piaszczystym.

## Zagrożenia i ochrona
Na terenie Polski gatunek ten objęty był ścisłą ochroną gatunkową. Od 2014 r. podlega ochronie częściowej.